# Ely Castle
Ely Castle ist eine abgegangene Burg in der Stadt Ely in der englischen Grafschaft Cambridgeshire. Von der Burg ist heute nur noch ein Mound namens Cherry Hill in der Nähe der Kathedrale übrig, auf dem die Motte vermutlich einst stand.

## Geschichte
Die Motte wurde auf Geheiß Wilhelms des Eroberers 1070 erbaut. Sie diente in dessen Konflikt mit Hereward the Wake dazu, die Isle of Ely zu unterwerfen. Sobald Ely befriedet war, wurde Ely Castle aufgegeben.
1140, im Bürgerkrieg der Anarchie, ließ Bischof Nigel die Burg erneut befestigen, ergab sich dann aber den Truppen König Stephans. 1143 wurde Geoffrey de Mandeville mit der Verwaltung der Burg betraut.
Eine Burg in Ely soll von Falkes de Breauté 1216 eingenommen und zerstört worden sein.
Im zweiten Krieg der Barone 1268, ein halbes Jahrhundert später, wurde Ely mit seinen Befestigungen eingenommen. Man vermutet, dass die Burg, die Bischof Nigel erbauen ließ, bald danach zerstört wurde.

## Ausgrabungen
Heute gibt es als sichtbaren Überrest einer Burg nur noch dem Mound.
2002 entdeckte man bei Ausgrabungen auf diesem Mound eine große Menge von Lehmgegenständen wie Krüge und Schüsseln, die man in der Zeit der Normannen täglich verwendete. Man fand auch landwirtschaftliche Werkzeuge und solche zum Jagen, auch aus Bronze, die Archäologen der Übergangszeit zwischen der Wikinger- und der Normannenherrschaft nach 1066 zuordnen. Daneben fand man wesentliche Mengen von Lehm, der oft zur Oberflächenversiegelung von Mounds verwendet wurde.
Leider finanzierte die Stadtverwaltung eine Fortsetzung der Ausgrabungen nicht und so wurde die Ausgrabungsstätte Anfang 2003 aufgelassen. Die Funde sind heute im Ely History Museum zusammen mit bedeutenden Funden aus der Gegend um die Stadt ausgestellt.